# Хмелёвка (Житомирская область)
Хмелёвка (укр. Хмелівка) — село на Украине, основано в 1960 году, находится в Олевском районе Житомирской области.
Код КОАТУУ — 1824487205. Население по переписи 2001 года составляет 379 человек. Почтовый индекс — 11001. Телефонный код — 4135. Занимает площадь 0,79 км².

## Адрес местного совета
11030, Житомирская область, Олевский р-н, с.Тепеница, ул.Левчука, 48